# Benjamin Leroy (illustrator)
Benjamin Leroy (Neerpelt, 10 februari 1980) is een Vlaams illustrator.

## Leven
Benjamin Leroy studeerde in 2003 af aan de Provinciale Hogeschool Limburg en werkt sindsdien als illustrator. Hij woont in Bevel met zijn vrouw, illustrator Merel Eyckerman, en hun zoontje.

## Werk
Benjamin Leroy debuteerde in 2004, met illustraties bij een nieuwe uitgave van Ed Francks klassieker Met de kont tegen de krib. Zijn tekeningen zijn vrolijk en herkenbaar. In de jaren daarop illustreert hij veel non-fictie voor kinderen (Prik of pleister?, Het broeikaseffect, Schilders en spionnen), waarbij hij de ernst van de informatieve tekst aanvult met vrolijke humor.
Het werk van Benjamin Leroy kenmerkt zich door een speelse mix van emotie, humor en absurdisme. Hij bouwt zijn tekeningen graag in lagen, waarbij je steeds iets nieuws kan ontdekken. Een detail zoals een hond die een boom omver plast, een beer met een bolhoed of een boot in de lucht. Sommige van zijn illustraties zijn bijna zoekplaten. Leuk om te weten is dat hij zijn konijn Frits in al zijn boeken probeert te verstoppen.
Hij plukt graag een detail uit de tekst, waarmee hij in zijn illustraties een eigen verhaal vertelt. Zo vertrekt in Zullen we een bos beginnen?, de poëziebundel van Jaap Robben, vanuit het eerste gedicht een haast op zichzelf staand beeldverhaal. In De Zuurtjes vertellen tekst en beeld samen en beurtelings het verhaal van de zure broers Harry en Huibert. Ook dit boek maakt hij samen met schrijver/dichter/theatermaker Jaap Robben, met wie hij overigens vaak op de planken staat.
Benjamin Leroy werkt met de materialen die hij op zijn tekentafel vindt: gekleurd papier, balpen, kleurpotlood, acryl, schildersplakband, penselen… Toeval speelt daarbij een grote rol. Een vlek, een omgekeerde foto, een verkleurd papier… alles kan een aanzet zijn tot een tekening. Zo maakte hij een volledig prentenboek met enkel een vierkleurenbalpen van Bic. Zijn werk is vaak uitbundig en fragiel tegelijk, het kent een grote verscheidenheid en heeft tegelijk een sterk persoonlijke handtekening.